# Миссионеры (повесть)
«Миссионеры» — фантастическая повесть Лукина Е. Ю. и Лукиной Л. А., впервые опубликованная в 1990 году. Входит в состав трилогии «Миссионеры», «Разбойничья злая луна» и «Слепые поводыри».

## Сюжет
Острова, вероятно, Полинезии, разделены на государства «утренних» и «вечерних», сражающихся между собой с применением необычайно развитых технологий: гелиографов, ракетопланов, авианосцев, напалма, ракетомётов — причём первопричина вражды остаётся неясной.
В расположение «утренних» прибывает новейший ракетоплан «вечерних» с парламентёром, который передаёт особое сообщение — «имя Настоящего Врага», в которое посвящены только высшие военачальники: это имя — «европейцы». Сехеи, командующий флота «утренних», доставляет сообщение верховному правителю — Старому, и тот рассказывает свою историю. Старые — группа молодых людей, 61 год назад прибывшая на архипелаг через проход в пространстве-времени. В то время острова были населены первобытными племенами, которые никогда не встречались с европейской цивилизацией и сохранили свою самобытность. Пришельцы посчитали, что попали в прошлое Полинезийских островов, и решили подготовить островитян к неминуемой встрече с безжалостными европейскими миссионерами, насаждавшими свою веру огнём и мечом. Однако островитяне не пожелали слушать пришельцев, и те устроили провокацию — атаковали жителей разных островов, заявив тем и другим, что нападение — дело рук представителей другого острова. Островитяне решили отомстить, для чего приняли помощь пришельцев. В дальнейшем вражда и гонка вооружений, искусственно подогреваемые пришельцами, координирующими свои действия через обмен информацией по рации, привели к тому, что жители чрезвычайно продвинулись в военном деле, но развившиеся технологии вплотную подовели   архипелаг к грани полного взаимного уничтожения.
Сообщение парламентёра состоит в том, что давно ожидаемые европейцы на каравеллах были замечены у одного из островов. Сбывшееся пророчество Старых вызывает объединение островитян — бывших противников, и их объединённый флот, к тому же обладающий значительно более продвинутым вооружением,
уничтожает все каравеллы, кроме одной — которой предоставляется возможность вернуться домой. Проследив за ней, островитяне узнают путь в Европу и готовятся к вторжению. Старым удалось спасти островитян от завоевания, но теперь ситуация воспроизведётся с точностью до наоборот…
Перед глазами с безжалостной ясностью в полный рост вставало грядущее: горящие лувры и эскуриалы, ракетомёты против мушкетов, смуглые татуированные цивилизаторы против белых дикарей-христиан. Пружина неудержимо раскручивалась в обратном направлении, и помешать этому он был бессилен
Понятие «миссионеры» в повести относится как к пришельцам из будущего, так и к христианам и корпусу миссионеров среди самих островитян.

## Награды
- В 1990 на Евроконе во французском городе Файанс супруги Лукины, представившие эту повесть, получили поощрительную премию (англ. Encouragement Award)[1][2][3][4].

## Рецензии
- Всеволод Мартыненко. Реконкиста // Журнал «Чудеса и диковины». — Алма-Ата, 1992. — № 1 (0).
- Ю. Астров-Зацарицынский. Пропажа героя. Островная империя в неожиданном ракурсе (о трилогии «Миссионеры», «Разбойничья злая луна» и «Слепые поводыри») // Рассказы и статьи. — Волгоград: Волгакон-2001, 2001.
- Василий Владимирский. «Не возвращайтесь по следам своим…» Рецензия на сборник Евгения Лукина «Слепые поводыри» (10 сентября 2000). — «…известие о том, что Лукин взялся-таки за давно задуманный приквел «Миссионеров», я воспринял скептически. Слишком уж хороши они в своей классической завершённости, слишком уж самоценны. Этакая «вещь в себе». Здесь всё на месте, даже вроде бы открытый финал, — ни прибавить, ни убавить.» Дата обращения: 10 ноября 2022. Архивировано 10 ноября 2022 года.

## Издания
- Журнал «Искатель» 1989’6
- Восьмой виток спирали. — М. : Молодая гвардия, 1990. — 64 с. — (Румбы фантастики). — 75 000 экз. — ISBN 5-235-01861-3.
- Миссионеры. — Алма-Ата : Гылым, 1991. — 320 с. — 100 000 экз. — ISBN 5-628-01055-3.
- Е. Лукин. Там, за Ахероном. — М. : Локид, 1995. — 320 с. — (Современная российская фантастика). — 52 000 экз. — ISBN 5-320-00006-5.
- Е. Лукин. Разбойничья злая луна. — М., СПб : АСТ, Terra Fantastica, 1997. — 560 с. — (Звёздный лабиринт). — 10 000 экз. — ISBN 5-7921-0160-4 5-7841-0623-6.
- Лукин Е. Миссионеры // Слепые поводыри. — М. : АСТ, 2000. — С. 269-381. — 384 с. — (Звёздный лабиринт). — 15 000 экз. — ISBN 5-17-002684-6.
- Е. Лукин. Слепые поводыри. Миссионеры. Разбойничья злая луна. — М.: АСТ, ВЗОИ, 2004. — 672 с. — (Звёздный лабиринт: коллекция). — 5000 экз. — ISBN 5-17-023023-0, 5-9602-0329-4.
- Е. Лукин. Благие намерения. — М.: АСТ, Люкс, 2005. — 992 с. — (Библиотека фантастики). — 3000 экз. — ISBN 5-17-029716-5, 5-9660-1344-6.